# Bernie Mac
Bernie Mac (Chicago, 5 oktober 1957 – aldaar, 9 augustus 2008) was een Amerikaans acteur en komiek. In zijn carrière werd hij tot twee keer genomineerd voor een Emmy Award, beide keren voor zijn eigen sitcom The Bernie Mac Show.

## Levensloop
Mac werd geboren als Bernard Jeffrey McCullough. Hij werd opgevoed door een alleenstaande moeder, Mary. Zij stierf aan kanker toen hij zestien was. Mac studeerde aan de Chicago Vocational Career Academy. Op de middelbare school produceerde hij shows voor kinderen in Zuid-Chicago. Toen hij in de twintig was had hij een groot aantal baantjes, hij was verhuizer, UPS-agent en hij bezorgde brood.
Mac besloot het te proberen als stand-upcomedian in de Cotton Club in Chicago. Hij won op 32-jarige leeftijd de Miller Lite Comedy Search, vanwege zijn komisch talent. Zijn populariteit begon vanaf die tijd sterk toe te nemen. Een optreden in het televisieprogramma Def Comedy Jam werkte daar nog eens extra aan mee. Hij kreeg zelfs een eigen praatprogramma op de Amerikaanse zender HBO, genaamd Midnight Mac. Later ging Mac ook acteren, aanvankelijk enkel kleine rolletjes. Zijn doorbraak op acteergebied was na zijn rol in de film Friday van Ice Cube. Daarna kreeg hij rollen voor vele andere films en ook televisieseries, waaronder Booty Call, How to Be a Player, Life en What's the Worst That Could Happen?. In 2001 had hij een rol in de film Ocean's Eleven, naast onder meer Brad Pitt en George Clooney. Datzelfde jaar kreeg Mac ook een eigen sitcom op de Amerikaanse zender FOX; namelijk The Bernie Mac Show. Die serie was zeer succesvol, en ging over een man die opeens de drie kinderen van zijn zus moet opvoeden. De serie liep vijf seizoenen, tot en met 2006. De serie werd toen zonder afronding van het verhaal van de buis gehaald. In 2003 had hij een rol in de film Charlie's Angels: Full Throttle. In datzelfde jaar had hij een kleine maar indrukwekkende rol als Gin in de film Bad Santa. Hij speelde ook in Guess Who, een komische remake van de film Guess Who's Coming to Dinner.
In 2004 had Mac zijn eerste hoofdrol als een gepensioneerde honkbalspeler in de film Mr. 3000. Eveneens in 2004 speelde Mac in het vervolg op Ocean's Eleven, Ocean's Twelve. In 2007 was hij tevens te zien in het derde deel van de Ocean-reeks; Ocean's Thirteen.
Mac staat op nummer 72 op de lijst van de 100 grootste stand-upcomedians aller tijden van Comedy Central. Op 19 maart 2007 zei hij in een interview met David Letterman dat hij zijn acteercarrière zal beëindigen nadat de opnamen voor de komediefilm The Whole Truth, Nothing but the Truth, So Help Me Mac (wordt uitgebracht in 2008) zijn afgerond. Hij zei "Ik zal doorgaan met het produceren van mijn films, maar ik wil een beetje genieten in mijn leven" Tevens werd in 2008 ook de film Soul Men uitgebracht, waar hij de samen met acteur Samuel L. Jackson de hoofdrol speelde.
Hij overleed op 50-jarige leeftijd op 9 augustus 2008. De Amerikaanse acteur leed aan de auto-immuunziekte sarcoïdose en overleed in 2008 aan een hartstilstand door de sarcoïdose.

## Privé
Mac was sinds 1977 getrouwd met Rhonda McCullough. Samen hadden ze één dochter, Je'Niece (geboren in 1978).